# Don Álvaro o la fuerza del sino
Don Álvaro o la fuerza del sino es una obra de teatro del Duque de Rivas estrenada en el Teatro del Príncipe de Madrid el 22 de marzo de 1835.
Se trata de la obra que consolida y hace triunfar el Romanticismo en España, en términos similares a como lo hizo la tragedia Hernani de Victor Hugo dentro de la literatura francesa.

## Argumento
La obra aparece ambientada a principios del siglo XVIII, tras la Guerra de Sucesión Española, en Sevilla, donde reside el protagonista de la obra, don Álvaro. Este es un rico y misterioso indiano de orígenes desconocidos que vive un apasionado romance con doña Leonor, una joven aristócrata; no obstante, su relación resulta prohibida por el Marqués de Calatrava, padre de doña Leonor, quien considera a don Álvaro como un vulgar aventurero y un arribista.
La pareja decide fugarse, pero son sorprendidos repentinamente por el marqués de Calatrava espada en mano. Al verse descubierto, don Álvaro arroja su pistola al suelo como muestra de sumisión y respeto al marqués, con tan mala fortuna que el arma se dispara y hiere mortalmente al marqués. Los dos hermanos de doña Leonor (don Carlos y don Alfonso) persiguen a ambos amantes con el fin de matarlos: doña Leonor se siente consumida por la culpa y decide hacerse ermitaña cerca del convento de los Ángeles y corta toda comunicación con don Álvaro, que cree muerta a su amada.
La acción salta entonces a Italia, donde un año después don Álvaro ha acudido como soldado y donde don Carlos conoce accidentalmente a don Álvaro, que también está acantonado en la localidad de Velletri. En las batallas, Álvaro lucha con extrema temeridad, como si quisiera morir. Ambos traban amistad, hasta que al conversar sobre sus vidas se reconocen mutuamente; al enterarse de la verdadera identidad de don Álvaro, don Carlos le reta a duelo y termina perdiendo la vida por la espada del mismo, quien sufre a su vez el remordimiento de haber causado una segunda muerte, por lo cual decide refugiarse como fraile en el Convento de los Ángeles, donde pasará cuatro años.
La acción vuelve entonces a España, donde don Alfonso se informa de lo ocurrido con su hermano y decide buscar a don Álvaro para cumplir su venganza. Tras una larga pesquisa en la que descubre los orígenes de don Álvaro (que resulta ser hijo de un noble español y una princesa inca), don Alfonso descubre el escondite de su enemigo y le desafía a un duelo.
En medio del lance, don Álvaro mata a don Alfonso, pero aparece por sorpresa doña Leonor para intervenir en el duelo. Don Álvaro se alegra al saber que su amada vive aún y se halla cerca de él, pero cuando ella intenta socorrer a su hermano moribundo, este extrae el puñal que se encontraba clavado en su pecho y la mata por considerarla cómplice de don Álvaro antes de morir allí mismo.
La muerte de doña Leonor precipita la locura de don Álvaro, que ahora se siente culpable de todas las muertes ocurridas a su alrededor. Ante los monjes aterrorizados, don Álvaro se suicida arrojándose desde un precipicio gritando «Soy un enviado del infierno, soy un demonio exterminador».

## Análisis
La obra es considerada por la crítica como el drama inaugural del teatro romántico español. No es casual, pues toca una gran variedad de temas: el amor, el honor, la venganza, la religión, la muerte, el héroe romántico y el sino.
De acuerdo a las ideas del Romanticismo en esta obra se privilegia el rol del héroe romántico don Álvaro, que aparece solitario, misterioso, y consumido por la pasión amorosa. No se aprecia que tenga familiares ni amigos, a excepción del hermano de su amada (don Carlos), que repentinamente se transforma en su enemigo.
En este extremo se aprecia como tema fundamental de la obra al destino, entendido como «fuerza fatídica» que domina la vida del protagonista y de los demás personajes, que causa su muerte, y que en el caso de don Álvaro le hace perder incluso a su amada doña Leonor, representando que el amor es vencido por el destino. El destino es mostrado aquí como un poder nefasto, igual a la fatalidad, ante el cual no es posible sustraerse ni oponer resistencia. Precisamente las violentas muertes de los personajes principales tienen como causante directo o indirecto a don Álvaro, que incluso se quita la vida al final de la trama reconociendo el poder del destino fatal sobre él.
Este suicidio final acentúa el carácter sombrío de la obra, caracterizada por el trágico fin de todos sus protagonistas (al igual que en la francesa Hernani).
La obra está escrita mayormente en verso, con algunos pasajes en prosa.
Esta obra es la base de la ópera La fuerza del destino, del compositor italiano Giuseppe Verdi. Fue estrenada en 1862.